# لاگونا هیتس (تگزاس)
لاگونا هیتس (به انگلیسی: Laguna Heights) یک منطقهٔ مسکونی در ایالات متحده آمریکا است که در شهرستان کمرون، تگزاس واقع شده‌است. لاگونا هیتس ۱٫۵۴ کیلومتر مربع مساحت و ۳٬۴۸۸ نفر جمعیت دارد و ۳ متر بالاتر از سطح دریا واقع شده‌است.